# CAF Urbos
A CAF Urbos a spanyolországi baszk Construcciones y Auxiliar de Ferrocarriles (CAF) cég 3 generációt megélt villamostípusa. A szélességet, ajtók számát és azok elhelyezkedését valamint a  kocsiszekrények mennyiségét a megrendelő igénye szerint gyártják. Budapestre 2015 márciusában érkezett meg az első CAF villamos. Mint korábban sok villamos, ez a típus is kapott becenevet az utazóközönségtől, ami esetében a gyártó után a "cafka" lett.

## Története
A beasaini székhelyű CAF a villamosok gyártása előtt már nagy múltat tudott a metrógyártás és a vasúti személykocsik terén felmutatni, 1993-ban elkezdődhetett a villamosok gyártása is. 1993-ban Valencia számára készített járműveket a Siemensszel együttműködve, majd 1995-ben hasonló módon Lisszabon számára. Az első önálló CAF-villamosok 2004 és 2006 között lettek legyártva Bilbao számára.

## Típusváltozatok
Jelenleg 3 változata van a CAF Urbos villamosoknak, de ez nem jelenti azt, hogy az egyes változatok egymáshoz képest ugyanolyanok, egyes tulajdonságok a megrendelő kérésére változtathatóak. Ilyen például a hossz, szélesség, az ajtók száma, valamint belső kialakítás.

### Urbos 1

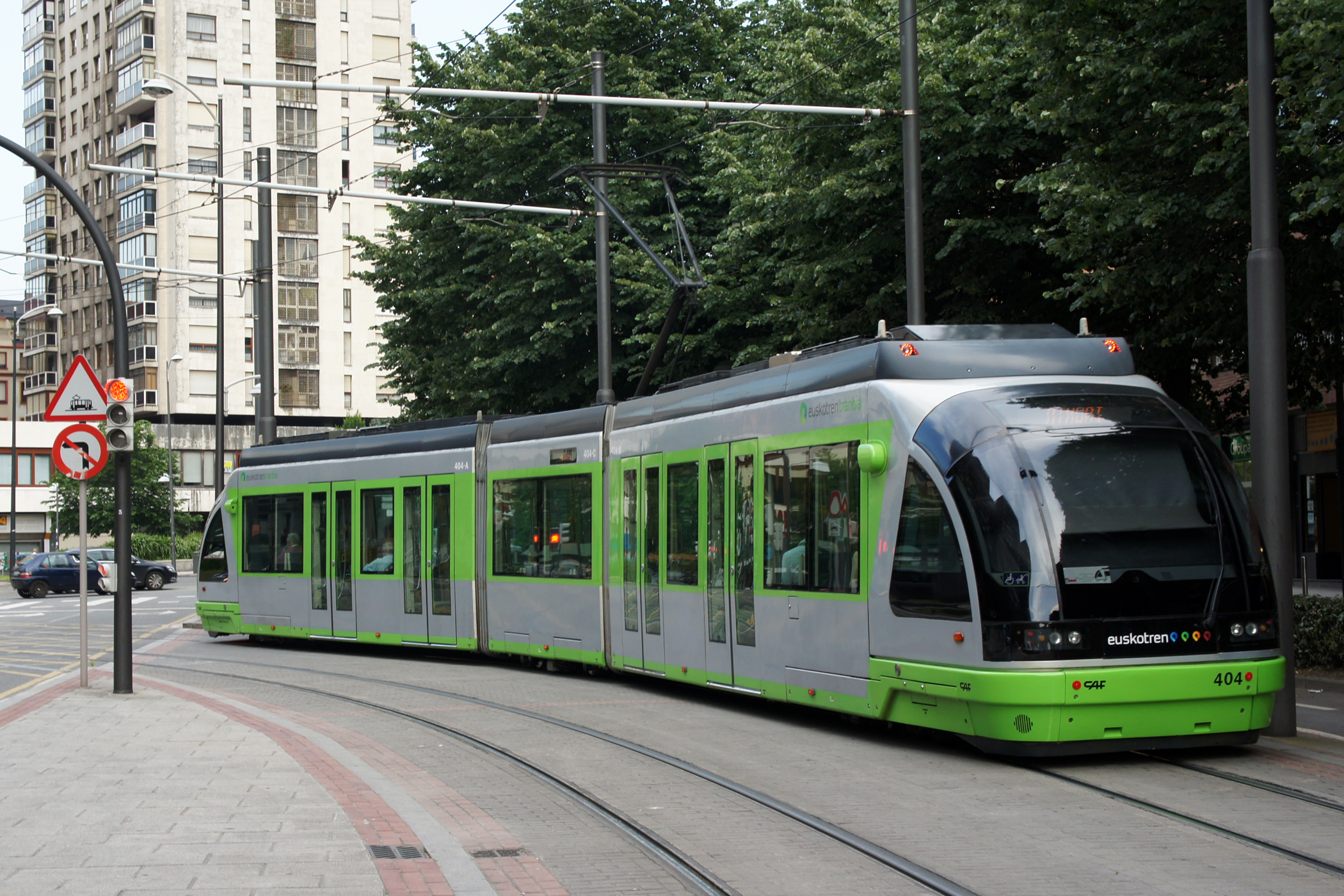
CAF Urbos 1

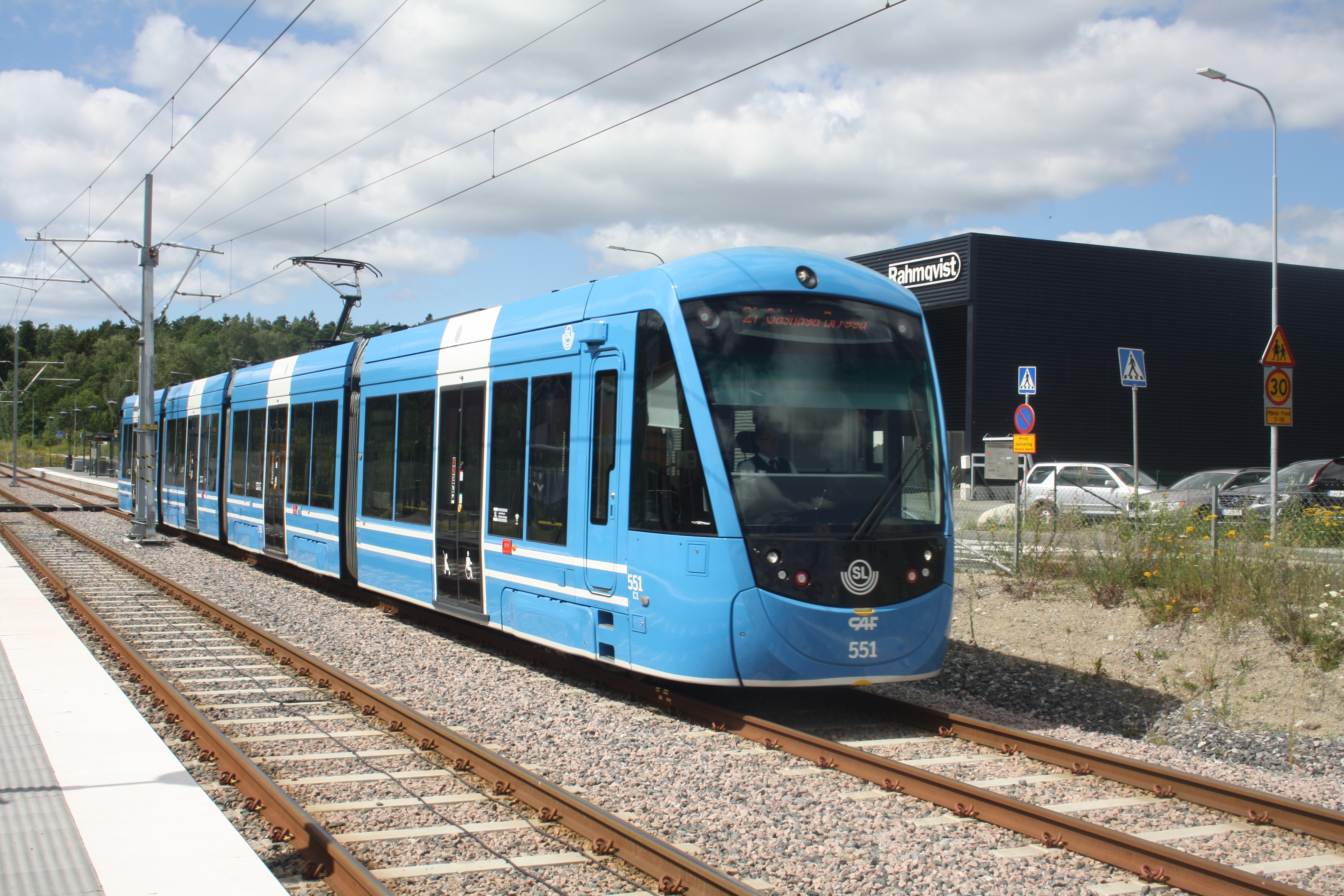
Nagysebességű CAF Urbos Lidingö szigetén

Az első villamos Bilbao-ban került forgalomba, összesen 8 jármű készült, ebből hét 70%-os alacsonypaldós aránnyal, egy pedig teljesen alacsonypadlósan. A járművek 3 részesek, a vezetőfülkék egy-egy hajtott forgóvázon nyugszanak, a középső rész alatt egy a kocsiszekrényhez képest nem mozgatható meghajtás nélküli futómű van.

### Urbos 2
A következő rendelés, ami Vélez-Málaga-t célozta meg már egy javított verzió készült, és ezek már 5 modulosak.

Ebből a verzióból a következő városok rendeltek:
- Vélez-Málaga (minden jármű Sydney-nek átadva)
- Sevilla (csak 2011 márciusáig)
- Antalya
- Sydney

### Urbos 3
A 3. verzióba már lehetőség van beépíteni az ACR rendszert, ami lehetővé tesz egy felsővezeték nélküli üzemet, de ezt a gyártó csak lehetőségként ajánlotta fel, nincs automatikusan minden járműbe beleépítve. Ezen kívül kicsit átdolgozták a kocsiszekrényt, a megjelenést, valamint megjelent a IGBT-technológia is, ami képes fékezéskor a mozgási energiát a hagyományos fékekkel szemben árammá visszaalakítani. Az első modell Sevillaban lett forgalomba helyezve 2011-ben.

### Urbos AXL
Az AXL modell nagysebességű, kifejezetten hosszú vonalakra tervezett jármű, mely képes 90 km/h-s sebességet is elérni. A jármű szerkezetileg abban különbözik az Urbos 3-tól, hogy ennek vannak forgóvázai, amitől a belépőmagasság is nagyobb lett.

## Előfordulás

### Magyarországon

#### Debrecen

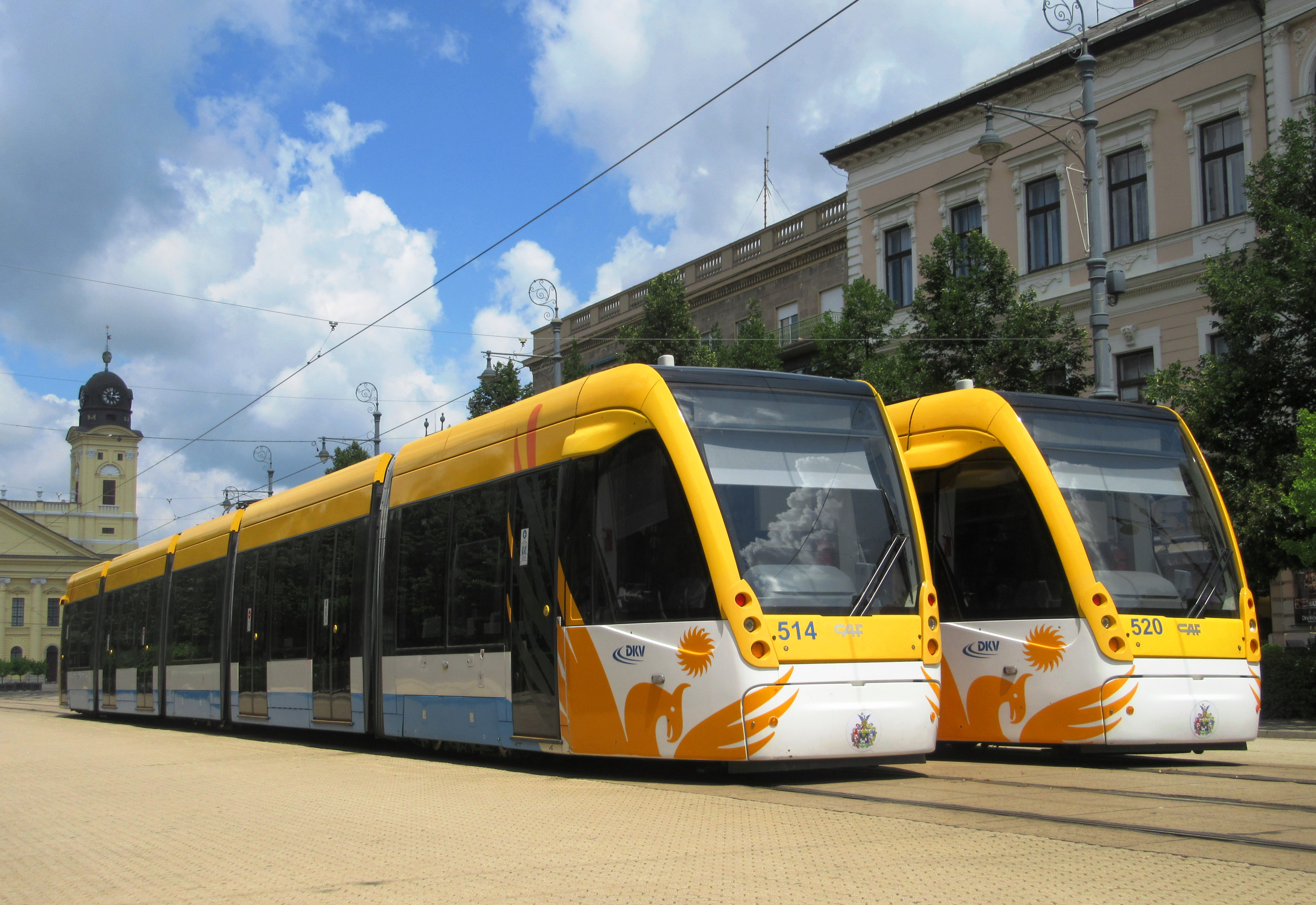
Debrecenben, a főtéren

Debrecenben 18 db közlekedik. Debrecen Megyei Jogú Város Önkormányzata 2011 októberében írta alá az új, 2-es villamosvonal kiszolgálásához szükséges járművek gyártásáról szóló szerződést a közbeszerzési eljárás során nyertes spanyol Construcciones y Auxiliar de Ferrocarriles (CAF) képviselőivel. A villamosok elsősorban a 2-es viszonylaton közlekednek, csúcsidőben egyszerre 12 db, és néhány kocsit az 1-es vonalra is kiadnak.
- Hosszúság: 32,5 m
- Szélesség: 2650 mm
- Magassága áramszedő nélkül: 3250 mm
- Magassága áramszedővel: 3600 mm
- Teljesítmény: 336 kW
- Padlómagasság: 350 mm
- Belépőmagasság: 335 mm
- Vezetőállás: 2 db
- Ajtók: szélső kocsiszekrényeken oldalanként 1 egyszárnyas, kerék nélküli kocsiszekrényeken oldalanként 2 kétszárnyas
- Férőhelyek száma összesen: 222 (4 fő/m² állóhellyel)
- fix utastéri ülőhely: 42 db

#### Budapest

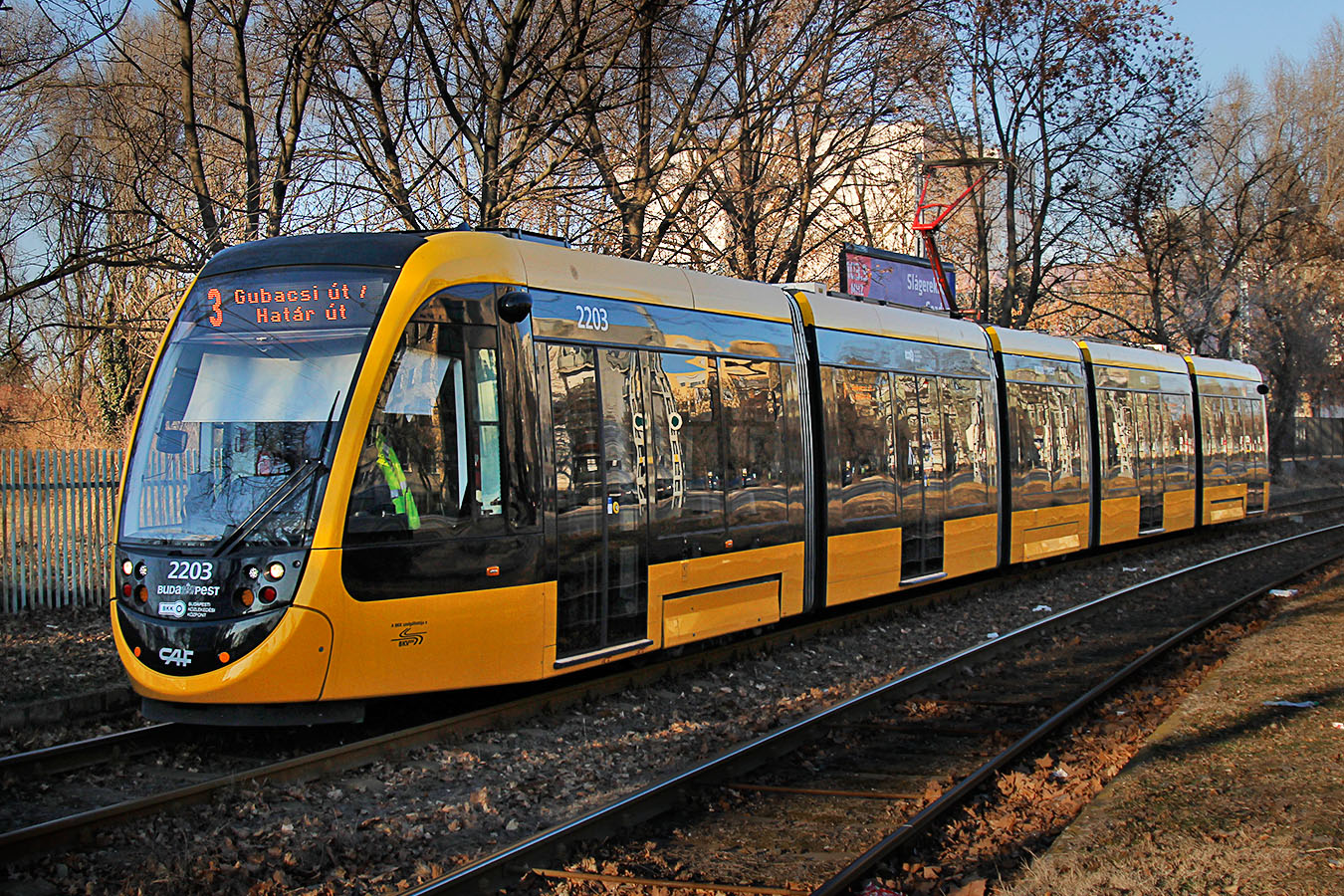
Öt modulos CAF Urbos 3 Budapesten a 3-as villamos vonalon

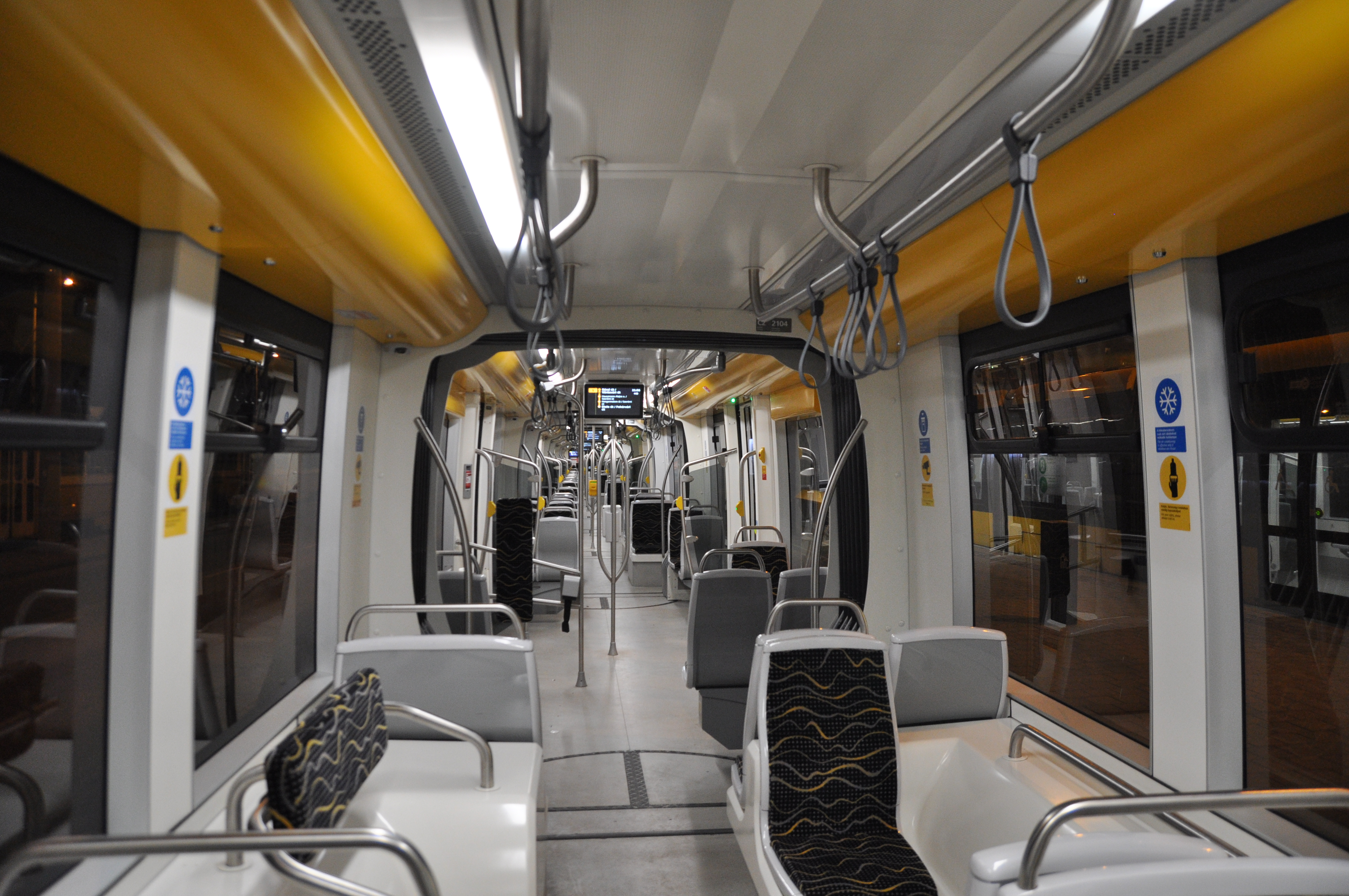
A budapesti kilenc modulos hosszú változat utastere

A 2013-ban kiírt közbeszerzési eljárást a CAF nyerte el összesen 124 lehívható villamossal. Ebből az alapmennyiség 37 db kocsi volt, míg az opció keretében további legfeljebb 87 villamost lehetett lehívni. 2014-ben Budapest további 10 villamost hívott le az opciós keret terhére, így a lehívott villamosok száma 47-re nőtt 31 milliárd forint értékben. A CAF 35 db rövid 34 méteres és 12 darab 56 méter hosszú alacsony padlós villamos legyártására írt alá szerződést a BKK-val.
A villamosok 2015–2016 között érkeztek meg Budapestre, az első rövid villamos pedig 2015. szeptember 17-én állt forgalomba a 3-as vonalon, míg az első hosszú villamos 2016 március végén kapta meg üzembe helyezési engedélyét. A rövidebb változat a 3-as villamoson, illetve a budai fonódó vonalain, a hosszabb pedig az 1-es villamos vonalán közlekedik. A későbbiek folyamán további 77 villamos lehívása lehetséges, hosszú vagy rövid kivitelben. Ezekből 26 újabb villamos érkezett, ezek közül öt 56 méteres, 21 pedig 34 méteres kivitelben. A hosszú szerelvények az 1-esen forgalomba álltak, a rövideket az 50-es és az 56/56A vonalakon tervezték kiadni 2021 nyaráig. Ennek megvalósulása helyett a 17-es és a 19-es viszonylatokra kerültek. de a 61-es vonalra is régóta tervezik forgalomba állítani. A járműveknek 2019 végéig meg kellett volna érkezniük, ám ez addig nem történt meg. 2020 október 12-én állt forgalomba az opció keretében lehívott 26 villamosból 4 hosszú az 1-es vonalon. 2022-ben a fennmaradó 51 villamosból 20-at lehívtak az opció keretében, amik várhatóan 2024-ben érkeznek meg. A tervek szerint a 3-as, a 24-es, a 42-es, az 50-es a 56/56A, és a 61-es vonalakra jutna az új járművekből. Egy 2023. februári kormánydöntés értelmében az opcióból fennmaradó 31 villamost is lehívta a BKK. A meglévő 56 rövid és 17 hosszú mellé még összesen 51 korszerű, egyebek mellett módosított oldalfalú motorkocsi érkezik 2024-2026 között. (46 rövid és 5 hosszú.) 2024 októberében érkezett meg az első jármű a megrendelt 51 darab villamosból, a 2257-es pályaszámú. A CAF kocsik a hálózatot és a kiszolgáló infrastruktúrát (például: megállók felújítása, kocsiszínek és energiaellátás) érintő szükséges fejlesztések elvégzéséig csak bizonyos vonalakon közlekedhetnek.
2015. november 9-én a hosszabb villamos próbafutás közben koccanásos balesetet szenvedett egy Tatra villamossal, amelynek következtében a baleset kivizsgálásáig november 9-e és 21-e között ideiglenesen kivonták a CAF villamosokat. A vizsgálat szerint emberi mulasztás történhetett és a baleset nem volt visszavezethető a fékrendszerben, vagy a járművezérlő rendszerben történt meghibásodásra.

### Összes CAF Urbos 3 villamos a világ városaiban
| Ország        | Város                     | Darab                | Kép |
| ------------- | ------------------------- | -------------------- | --- |
| Brazília      | Cuiabá                    | 40                   |     |
| Spanyolország | Málaga                    |                      |     |
| Spanyolország | Granada                   |                      |     |
| Spanyolország | Sevilla                   |                      |     |
| Spanyolország | Cádiz                     |                      |     |
| Spanyolország | Zaragoza                  | 21                   |     |
| Szerbia       | Belgrád                   | 30                   |     |
| Skócia        | Edinburgh                 | 27                   |     |
| Magyarország  | Debrecen                  | 18                   |     |
| Magyarország  | Budapest                  | 22 hosszú, 102 rövid |     |
| Franciaország | Besançon                  | 19                   |     |
| Franciaország | Nantes                    | 8                    |     |
| Svédország    | Stockholm                 | 22                   |     |
| Észtország    | Tallinn                   | 16(+4)               |     |
| Tajvan        | Kaohsziung                | 9                    |     |
| USA           | Cincinnati                |                      |     |
| USA           | Kansas City               |                      |     |
| Ausztrália    | Sydney                    | 12                   |     |
| Németország   | Freiburg im Breisgau      | 12                   |     |
| Anglia        | Birmingham, Wolverhampton | 20(+5)               |     |
| Hollandia     | Utrecht                   | 22 hosszú, 27 rövid  |     |